# Giani Stuparich
Giovanni Domenico (Giani) Stuparich (né le 4 avril 1891 à Trieste et mort le 7 avril 1961 à Rome) est un écrivain et journaliste italien. Engagé volontaire durant la Première Guerre mondiale, il est décoré de la médaille d'or de la valeur militaire. Il a épousé la poétesse Elody Oblath.

## Biographie
Giani Stuparich est né de Marco Stuparich, originaire de l’île de Lošinj, aujourd’hui en Croatie, et de Gisella Gentilli, originaire de Trieste.

## Traductions françaises
- De Trieste à Florence in Patrick Mauriès, Quelques cafés Italiens, Quai Voltaire, Paris, 1987 (Trieste nei miei ricordi.)
- Ils reviendront (Ritorneranno), Éditions Alinea, Aix en Provence, 1988.
- L'île (L'Isola), Éditions Verdier, Paris, 1989 ; rééd. 2019.
- Femmes dans la vie de Stefano Premuda (Donne nella vita di Stefano Premuda), Christian Bourgois, Paris, 1990.
- Trieste dans mes souvenirs (Trieste nei miei ricordi), Christian Bourgois, Paris, 1999.
- L'Année 15. Journal de guerre, Éditions Verdier, Paris, 2019